# Bente Danneskiold-Samsøe
Bente Danneskiold-Samsøe (født 21. februar 1944) er en dansk læge, forskningchef på Parker Instituttet under Frederiksberg Hospital med speciale i reumatologi og fibromyalgi.
Bente Danneskiold-Samsøe tog eksamen i fysioterapi 1966, medicinsk eksamen 1973, i fysiurgi og rehabilitering 1982, i reumatologi 1983, blev dr.med. og specialist i intern medicin 1987. Hun har bl.a. skrevet flere hundrede videnskabelige artikler til skandinaviske og internationale lægevidenskabelige tidsskrifter inden for bl.a. forskning i reumatologi, fysioterapi, herunder træning og rehabilitering, bl.a. til The Lancet, Scandinavian Journal of Rheumatology og Journal of Clinical and Experimental Rheumatology.
Hun han bl.a. modtaget Gigtforeningens Dronning Ingrids Forskerpris den 17. oktober 2007, hædersgave fra Minister Erna Hamiltons Legat for Kunst og Videnskab 1989, Ingrid Jespersens Legat 1988, Limprisen 1988, Rygprisen 1987, Minister Erna Hamiltons Legat for Kunst og Videnskab 1987, MEFA-Prisen 1986, præmie for Dansk Medicinsk Selskabs prisopgave: "Lægens rolle år 2000" 1986, Boots Fellowship 1982, Astra-Syntex Prisen 1982, Kvindelige Akademikeres Hæderspris samt Direktør N. Bang og Hustru Camilla Bang, født Troensegårds Legat.